# فيليب فورست
فيليب فورست (بالفرنسية: Philippe Forest)‏ هو كاتب مقالات وكاتب فرنسي، ولد في 18 يونيو 1962 في باريس في فرنسا.